# Peninica (plaats)
Peninica, voorheen ook Penemica, is een dorp aan de Boven-Commewijne in Para in Suriname.
In het dorp wonen kawina, een marron-groep die gerekend wordt tot de Aukaners.
Door zwaar transport was de weg naar Peninica rond 2020 vrijwel onbegaanbaar, evenals naar omliggende dorpen zoals Java.
In Peninica bevond zich in de jaren 1970 een internaat waaraan een basisschool (GLO) verbonden was.
In de 18e eeuw bevonden zich in dit gebied suikerplantages die door gevluchte slaven werden aangevallen. Uit angst voor deze aanvallen werden plantages verlaten.